# Vytegorskij rajon
Il Vytegorskij rajon (in russo Вытегорский район?) è un rajon dell'Oblast' di Vologda, nella Russia europea; il capoluogo è Vytegra. Istituito il 1º agosto 1927, ricopre una superficie di 13.100 chilometri quadrati ed ospita una popolazione di circa 29.000 abitanti.

## Villaggi
- Paltoga